# Laura Ferrara
Laura Ferrara, née le 11 septembre 1983 à Naples, est une femme politique italienne, membre du Mouvement 5 étoiles.

## Biographie
Laura Ferrara est diplômée en droit et en économie. 
Elle est élue au Parlement européen lors des élections européennes de 2014 puis réélue en 2019.